# Europameisterschaften im Gewichtheben 1982
Die 61. Europameisterschaften im Gewichtheben der Männer fanden vom 18. bis 26. September 1982 in der Hala Tivoli der jugoslawischen Stadt Ljubljana statt und waren in die 56. Weltmeisterschaften der Gewichtheber integriert.

## Ergebnisse

### Klasse bis 52 kg (Fliegengewicht)
Samstag: 18. September 1982
| Disziplin | Gold           | Gold         | Silber            | Silber   | Bronze            | Bronze   |
| --------- | -------------- | ------------ | ----------------- | -------- | ----------------- | -------- |
| Reißen    | Jacek Gutowski | 115,0 kg     | Lubomir Khadzhiev | 107,5 kg | Stefan Leletko    | 107,5 kg |
| Stoßen    | Stefan Leletko | 142,5 kg 000 | Yenia Sarandaliev | 137,5 kg | Lubomir Khadzhiev | 135,0 kg |
| Zweikampf | Stefan Leletko | 250,0 kg 000 | Yenia Sarandaliev | 245,0 kg | Jacek Gutowski    | 245,0 kg |

- Leletko bewältigte im Stoßen in einem zusätzlichen Versuch 143,5 kg.

### Klasse bis 56 kg (Bantamgewicht)
Sonntag: 19. September 1982
| Disziplin | Gold                 | Gold         | Silber         | Silber   | Bronze         | Bronze   |
| --------- | -------------------- | ------------ | -------------- | -------- | -------------- | -------- |
| Reißen    | Anton Kodschabaschew | 125,0 kg 000 | Frank Mavius   | 120,0 kg | Oksen Mirsojan | 120,0 kg |
| Stoßen    | Anton Kodschabaschew | 155,0 kg 000 | Oksen Mirsojan | 152,5 kg | Andreas Letz   | 147,5 kg |
| Zweikampf | Anton Kodschabaschew | 280,0 kg     | Oksen Mirsojan | 272,5 kg | Tadeusz Golik  | 262,5 kg |

### Klasse bis 60 kg (Federgewicht)
Montag: 20. September 1982
| Disziplin | Gold            | Gold     | Silber          | Silber   | Bronze        | Bronze   |
| --------- | --------------- | -------- | --------------- | -------- | ------------- | -------- |
| Reißen    | Andreas Behm    | 135,0 kg | Jurik Sarkisjan | 132,5 kg | Antoni Pawlak | 125,0 kg |
| Stoßen    | Jurik Sarkisjan | 170,0 kg | Andreas Behm    | 165,0 kg | Antoni Pawlak | 160,0 kg |
| Zweikampf | Jurik Sarkisjan | 302,5 kg | Andreas Behm    | 300,0 kg | Antoni Pawlak | 285,0 kg |

### Klasse bis 67,5 kg (Leichtgewicht)
Dienstag: 21. September 1982
| Disziplin | Gold         | Gold     | Silber       | Silber   | Bronze          | Bronze   |
| --------- | ------------ | -------- | ------------ | -------- | --------------- | -------- |
| Reißen    | Piotr Mandra | 150,0 kg | Virgil Dociu | 140,0 kg | Gregor Bialowas | 135,0 kg |
| Stoßen    | Joachim Kunz | 177,5 kg | Piotr Mandra | 175,0 kg | Virgil Dociu    | 170,0 kg |
| Zweikampf | Piotr Mandra | 325,0 kg | Virgil Dociu | 310,0 kg | Gregor Bialowas | 292,5 kg |

### Klasse bis 75 kg (Mittelgewicht)
Mittwoch: 22. September 1982
| Disziplin | Gold         | Gold         | Silber            | Silber   | Bronze                 | Bronze   |
| --------- | ------------ | ------------ | ----------------- | -------- | ---------------------- | -------- |
| Reißen    | Janko Russew | 157,5 kg 000 | Vladimir Mikhalev | 152,5 kg | Edward Kulis           | 150,0 kg |
| Stoßen    | Janko Russew | 207,5 kg 000 | Mintscho Paschow  | 207,5 kg | Karl-Heinz Radschinsky | 192,5 kg |
| Zweikampf | Janko Russew | 365,0 kg     | Mintscho Paschow  | 357,5 kg | Vladimir Mikhalev      | 345,0 kg |

- Pashov erzielte im Stoßen vorerst mit 207,5 kg einen neuen Weltrekord, den Russew im dritten Versuch auf 208,0 kg  verbesserte, aber auf Grund der 2,5-Kilogramm-Regel gingen 207,5 kg in die Zweikampfwertung ein.
- in zusätzlichen vierten Versuchen, verbesserte erst Pashov den Weltrekord im Stoßen auf 208,5 kg und anschließend Russew auf 209,0 kg
- Russew verbesserte im Zweikampf erst den Weltrekord auf 362,5 kg und dann auf 365,0 kg.

### Klasse bis 82,5 kg (Leichtschwergewicht)
Donnerstag: 23. September 1982
| Disziplin | Gold         | Gold         | Silber          | Silber   | Bronze             | Bronze   |
| --------- | ------------ | ------------ | --------------- | -------- | ------------------ | -------- |
| Reißen    | Assen Slatew | 180,0 kg     | Alexander Perwi | 175,0 kg | Janusz Alchimowicz | 160,0 kg |
| Stoßen    | Assen Slatew | 220,0 kg 000 | Alexander Perwi | 217,5 kg | Horst Appel        | 195,0 kg |
| Zweikampf | Assen Slatew | 400,0 kg     | Alexander Perwi | 392,5 kg | Bertalan Mandzák   | 350,0 kg |

### Klasse bis 90 kg (Mittelschwergewicht)
Freitag: 24. September 1982
| Disziplin | Gold           | Gold         | Silber             | Silber   | Bronze          | Bronze   |
| --------- | -------------- | ------------ | ------------------ | -------- | --------------- | -------- |
| Reißen    | Blagoj Blagoew | 192,5 kg     | Jurik Wardanjan    | 185,0 kg | Péter Baczakó   | 170,0 kg |
| Stoßen    | Blagoj Blagoew | 222,5 kg 000 | Andrzej Piotrowski | 212,5 kg | Jurik Wardanjan | 210,0 kg |
| Zweikampf | Blagoj Blagoew | 415,0 kg     | Jurik Wardanjan    | 395,0 kg | Frank Mantek    | 377,5 kg |

### Klasse bis 100 kg (1. Schwergewicht)
Samstag: 25. September 1982
| Disziplin | Gold               | Gold     | Silber             | Silber   | Bronze            | Bronze   |
| --------- | ------------------ | -------- | ------------------ | -------- | ----------------- | -------- |
| Reißen    | Juri Sacharewitsch | 195,0 kg | Viktor Sots        | 190,0 kg | Bruno Matykiewicz | 180,0 kg |
| Stoßen    | Viktor Sots        | 232,5 kg | Juri Sacharewitsch | 225,0 kg | Bruno Matykiewicz | 217,5 kg |
| Zweikampf | Viktor Sots        | 422,5 kg | Juri Sacharewitsch | 420,0 kg | Bruno Matykiewicz | 397,5 kg |

- Sacharewitsch bewältigte im Reißen 195,5 kg , aber auf Grund der 2,5-Kilogramm-Regel gingen 195,0 kg in die Zweikampfwertung ein.

### Klasse bis 110 kg (2. Schwergewicht)
Samstag: 25. September 1982
| Disziplin | Gold            | Gold     | Silber              | Silber   | Bronze          | Bronze   |
| --------- | --------------- | -------- | ------------------- | -------- | --------------- | -------- |
| Reißen    | Sergei Arakelow | 190,0 kg | Wjatscheslaw Klokow | 190,0 kg | Yordan Chalakov | 180,0 kg |
| Stoßen    | Sergei Arakelow | 237,5 kg | Wjatscheslaw Klokow | 237,5 kg | Anton Baraniak  | 230,0 kg |
| Zweikampf | Sergei Arakelow | 427,5 kg | Wjatscheslaw Klokow | 427,5 kg | Anton Baraniak  | 405,0 kg |

- Arakelov bewältigte im Stoßen in einem zusätzlichen Versuch 241,5 kg.

### Klasse über 110 kg (Superschwergewicht)
Sonntag: 26. September 1982
| Disziplin | Gold                | Gold     | Silber              | Silber   | Bronze         | Bronze   |
| --------- | ------------------- | -------- | ------------------- | -------- | -------------- | -------- |
| Reißen    | Antonio Krastew     | 200,0 kg | Anatolij Pyssarenko | 197,5 kg | Pavel Khek     | 192,5 kg |
| Stoßen    | Anatolij Pyssarenko | 247,5 kg | Antonio Krastew     | 242,5 kg | Bohuslav Braum | 230,0 kg |
| Zweikampf | Anatolij Pyssarenko | 445,0 kg | Antonio Krastew     | 442,5 kg | Bohuslav Braum | 420,0 kg |